# Bách khoa toàn thư quốc gia Azerbaijan
Bách khoa toàn thư quốc gia Azerbaijan (tiếng Azerbaijan: Azərbaycan Milli Ensiklopediyası) là bộ bách khoa toàn thư tổng hợp được xuất bản ở Azerbaijan năm 2010.
Bộ sách do Trung tâm nghiên cứu thuộc Viện Hàn lâm Khoa học Quốc gia Azerbaijan biên soạn, và Nhà xuất bản Sherg-Gerb phát hành. Tòa nhà chính của nhà xuất bản nằm ở đường Boyuk Qala, khu Phố cổ (Icheri Sheher) của Baku.

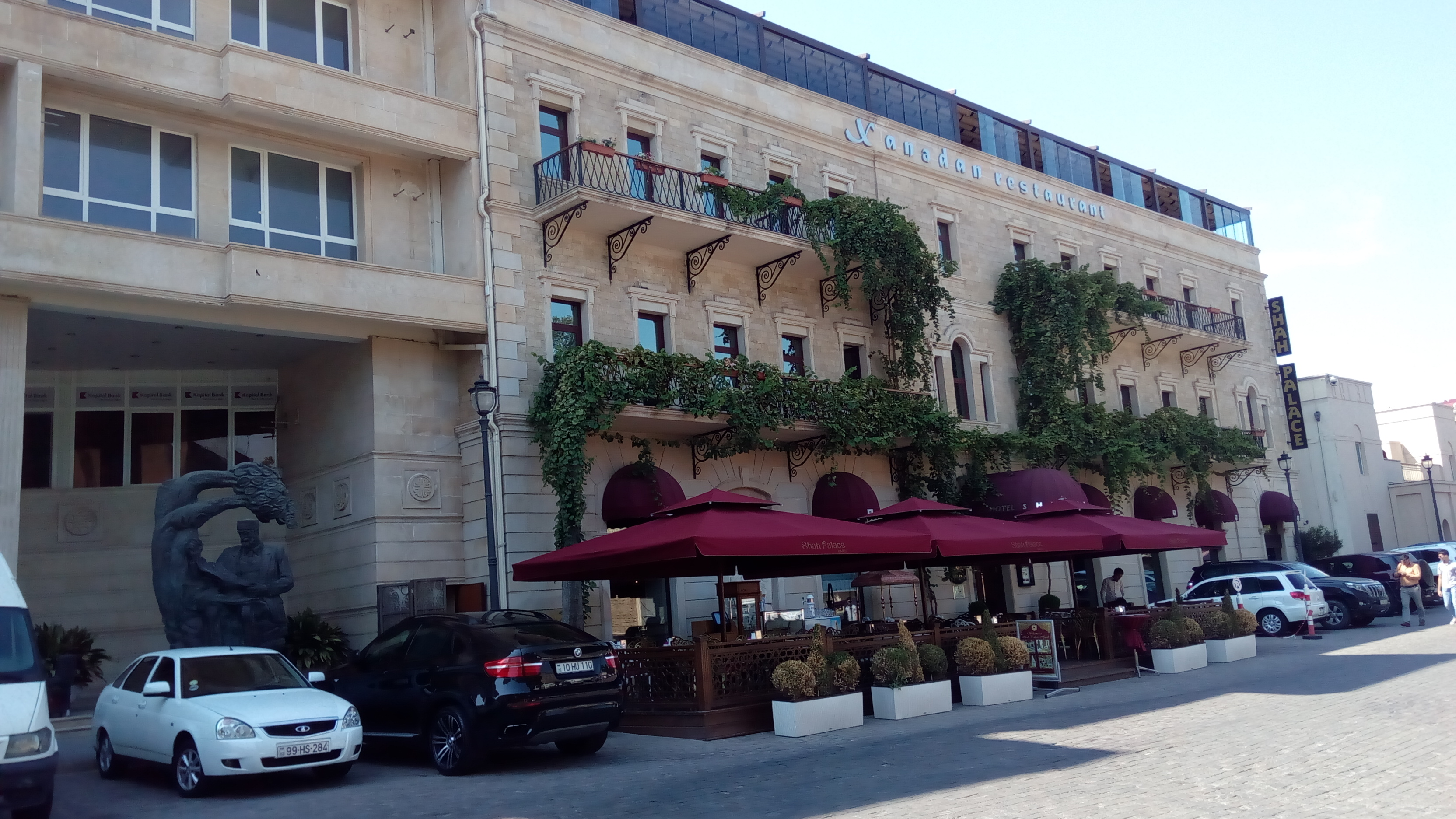
Tòa nhà chính Ban Biên tập Bách khoa toàn thư và tượng đài Həsən bəy Zərdabi

## Khái quát
Nỗ lực ban đầu để xuất bản bách khoa toàn thư của Azerbaijan là vào những năm đầu của thế kỷ 20 nhưng không được thực hiện vào thời điểm đó. Sau đó Bách khoa toàn thư Xô viết Azerbaijan được tái xuất bản và tập đầu tiên được xuất bản năm 1970, nhưng rồi bị đình chỉ vì không tuân thủ các quy định của Liên Xô. Năm 1975 dự án xuất bản bách khoa toàn thư đã được khôi phục lại, và Bách khoa toàn thư Soviet Azerbaijan đã xuất bản với 10 tập trong những năm 1976 - 1987, thay thế cho phiên bản trước đó.
Từ khi được độc lập, năm 2004 một nghị định của tổng thống đã được ký kết để thành lập Trung tâm nghiên cứu bách khoa toàn thư của Azerbaijan để đảm bảo việc chuẩn bị và xuất bản bách khoa toàn thư . 25 nghìn bản đầu tiên được xuất bản bởi các nhà xuất bản Sherg-Gerb và giao miễn phí cho các thư viện và các tổ chức khác.
Năm 2007 một tập đặc biệt có tên "Azerbaijan" được xuất bản. Từ năm 2009 xuất bản tổng số 20 tập, mỗi tập chứa 800-900 trang.

## Các xuất bản
Bách khoa toàn thư quốc gia Azerbaijan bản tiếng Nga được xuất bản gồm các sưu tập tổng quát về Azerbaijan, với các thông tin về lịch sử, văn hóa, văn học, khoa học và giáo dục của đất nước.
Năm 2012 tập đặc biệt bằng tiếng Nga đã được xuất bản ở Đức. 
Các tập chính
- Bách khoa toàn thư quốc gia Azerbaijan: Azərbaycan; ISBN 978-9952-441-01-7
- Bách khoa toàn thư quốc gia Azerbaijan: A – Argelander; ISBN 978-9952-441-02-4
- Bách khoa toàn thư quốc gia Azerbaijan: Argentina – Babilik; ISBN 978-9952-441-05-5
- Bách khoa toàn thư quốc gia Azerbaijan: Babilistan – Bəzirxana; ISBN 978-9952-441-07-9
- Bách khoa toàn thư quốc gia Azerbaijan: Bəzirxana – Brünel; ISBN 978-9952-441-03-1
- Bách khoa toàn thư quốc gia Azerbaijan: Büssel – Çimli-podzol torpaqlar; ISBN 978-9952-441-10-9
- Bách khoa toàn thư quốc gia Azerbaijan: Çin – Dərk; ISBN 978-9952-441-11-6